# Gouvernement Jean-de-Dieu Soult (1)
Monarchie de Juillet
Gouvernement Casimir Perier Gouvernement Étienne Maurice Gérard
Le premier ministère Soult, quatrième gouvernement de la monarchie de Juillet, est formé le 11 octobre 1832 sous la présidence du maréchal Soult pour succéder au ministère Casimir Perier. Il comprend 8 membres, auxquels s'ajoute du 22 mars 1833 au 1er avril 1834 un ministre sans portefeuille portant l'effectif à 9 membres.

## Constitution
Après le décès de Casimir Perier le 16 mai 1832, Louis-Philippe Ier prend son temps pour constituer un nouveau ministère en effet, le Parlement a cessé ses travaux en avril et la session parlementaire ne s'ouvre qu'en novembre.
Pour autant, les députés conservateurs, qui reprochent volontiers à certains ministres – Sébastiani, Montalivet – leur trop grande dépendance vis-à-vis du roi, attendent que Louis-Philippe nomme un président du Conseil qui ne se borne pas à faire de la figuration. De l'autre côté, l'opposition dynastique et républicaine publie le 28 mai un Compte rendu, signé par 39 députés soit environ un tiers de la Chambre, qui critique sévèrement l'action du ministère Perier (Voir l'article Insurrection républicaine à Paris en juin 1832#Le Compte rendu des trente-neuf).
Louis-Philippe souhaiterait conserver un ministère dont la docilité lui convient, et cherche donc à remplacer Perier par un connaisseur de la chose parlementaire, qui pourrait traverser des passes qui s'annoncent délicates à la Chambre. À la mi-juin, il prend langue avec Dupin aîné, incarnation du « centre du centre », ce qui devient ensuite le Tiers Parti : après un coup à gauche (Laffitte) et un coup à droite (Perier), le balancier reviendrait ainsi au centre. Dupin pose deux conditions à son acceptation : l'éviction de Montalivet et Sébastiani, et le maintien des dispositions adoptées du temps de Perier. Mais, en définitive, et malgré d'interminables discussions, le roi et lui ne parviennent pas à trouver un accord.
Louis-Philippe décide alors de constituer une grande coalition conservatrice, ce que Le Journal des débats appelle le 22 septembre « la coalition de tous les talents » pour « combler le vide » laissé par la disparition de Casimir Perier. Il s'agit de renforcer l'équipe ministérielle sans en modifier l'orientation en faveur de la résistance, ce qui est logique puisque celle-ci n'a pas été censurée par la Chambre, la nécessité de remanier ne provenant que de la disparition de la figure emblématique qui incarnait cette politique.
Pour présider le ministère, le roi se tourne vers le plus illustre des survivants de l'épopée impériale, le maréchal Soult, duc de Dalmatie, qui cumule la présidence du Conseil et le ministère de la Guerre : ainsi apparaît la figure de l'« illustre épée », qui est l'un des caractères politiques centraux de la monarchie de Juillet et que Soult, trois fois président du Conseil, « manche brillant auquel on peut au besoin adapter des lames de toute forme et de toute trempe » (Thureau-Dangin), incarne mieux que quiconque par sa plasticité politique.
Soult s'appuie sur un triumvirat composé du duc de Broglie, de Thiers et de Guizot :
- opposant résolu à la politique de Laffitte, le duc de Broglie est l'un des hommes les plus en vue du parti de la résistance ; il prend le portefeuille des Affaires étrangères ;
- Thiers, l'un des artisans de la victoire de l'orléanisme en juillet 1830, déçu par la mollesse de Laffitte et effrayé par la montée du désordre marquée par les émeutes des 14-15 février 1831, s'est rallié à la résistance et a applaudi à la fermeté de Perier, et c'est donc tout naturellement qu'on le retrouve au ministère de l'Intérieur ;
- Guizot est l'un des champions des doctrinaires et, à ce titre, se heurte aux réticences du roi, qui craint leur impopularité, et à l'hostilité de Thiers, mais le duc de Broglie, qui juge sa participation indispensable à la solidité du ministère, finit par l'imposer mais ne parvient à lui faire attribuer que le ministère technique de l'Instruction publique et des Cultes.

À côté de ce triumvirat, trois ministres du ministère Casimir Perier restent en place : Barthe à la Justice, le comte d'Argout au Commerce et aux Travaux publics et l'amiral de Rigny à la Marine et Colonies. Enfin, aux Finances, un riche banquier alsacien, Georges Humann, remplace le baron Louis. Comme le duc de Broglie l'écrit à Talleyrand le 12 octobre : « Le ministère actuel est composé pour moitié des collègues de M. Perier, pour moitié de ceux de mes amis politiques qui, plus compromis encore que lui-même dans la cause de l'ordre et de la paix, avaient été réservés par lui pour des temps meilleurs. »
Les ordonnances constitutives du nouveau ministère sont signées par Louis-Philippe le 11 octobre 1832.
Louis-Philippe a dû se résigner à sacrifier ses deux affidés les plus dévoués, Sébastiani et Montalivet. Le second reste dans le cercle proche du roi comme intendant de la liste civile ; le premier ne tarde pas à revenir dans le gouvernement comme ministre sans portefeuille le 22 mars 1833, à la suite de l'intervention russe à Constantinople ; il a en effet été ambassadeur auprès de la Sublime Porte et peut donc passer pour un bon connaisseur des affaires d'Orient. Il y demeure jusqu'à sa nomination comme ambassadeur à Naples le 1er avril 1834.

## Remaniements

### 31 décembre1832(Intérieur, Commerce et Travaux publics)
Après le succès qu'il a remporté en procédant à l'arrestation de la duchesse de Berry, Adolphe Thiers décide de quitter le ministère de l'Intérieur pour aller cultiver sa popularité en gérant les programmes de grands travaux du ministère du Commerce et des Travaux publics : il obtient donc de permuter avec le comte d'Argout, le 31 décembre 1832.

### 4 avril1834(Intérieur, Justice, Affaires étrangères, Marine et Colonies, Commerce et Travaux publics)
Le remaniement du 4 avril 1834 est important puisqu'il met en jeu près de la moitié des portefeuilles.
L'élément déclencheur est le départ du duc de Broglie, qui est entré en conflit avec le roi, pour qui la diplomatie fait partie de son domaine réservée et qui souhaite, aux Affaires étrangères, un exécutant docile. Ce n'est évidemment pas la conception que le duc se fait de ses fonctions. Il démissionne en prenant prétexte du rejet par la Chambre des députés – derrière lequel on a soupçonné la main du roi – de la ratification de l'accord avec les États-Unis relatif à l'indemnisation des dommages causés par les corsaires français durant les guerres napoléoniennes. Cet incident entraîne également la démission de Sébastiani, qui avait négocié le traité comme précédent ministre des Affaires étrangères en mai 1831.
Le duc de Broglie est remplacé au ministère des Affaires étrangères par l'amiral de Rigny, lui-même remplacé par l'amiral Roussin, auréolé du prestige de sa victoire sur les Portugais en 1832 et qui fait ainsi une entrée au gouvernement, de courte durée puisqu'il sera remplacé par l'amiral Jacob, aide de camp de Louis-Philippe, dès le 19 mai 1834.
Le départ du duc de Broglie rend impossible que les deux autres poids lourds du ministère demeurent dans des ministères techniques. Thiers retourne donc au ministère de l'Intérieur mais, cette fois, d'Argout ne retrouve pas le ministère du Commerce et des Travaux publics, confié à un nouvel arrivant, le comte Duchâtel, l'un des ténors des doctrinaires. En compensation, d'Argout est nommé premier gouverneur de la Banque de France.
Enfin, Barthe abandonne la Justice pour devenir Premier président de la Cour des comptes, et il est remplacé par le très répressif procureur général de Paris, Jean-Charles Persil.

## Composition

### Présidence du Conseil
| Fonction                           | Image | Nom                |
| ---------------------------------- | ----- | ------------------ |
| Président du Conseil des ministres |       | Jean-de-Dieu Soult |

### Ministres
| Fonction                                         | Image                                                    | Nom                                                       |
| ------------------------------------------------ | -------------------------------------------------------- | --------------------------------------------------------- |
| Ministre de la Guerre                            |                                                          | Jean-de-Dieu Soult                                        |
| Ministre sans portefeuille                       |                                                          | Horace Sébastiani (du 22 mars 1833 au 1er avril 1834)     |
| Ministre de l'Intérieur                          |                                                          | Adolphe Thiers (du 11 octobre 1832 au 31 décembre 1832)   |
| Ministre de l'Intérieur                          | Antoine d'Argout (du 31 décembre 1832 au 4 avril 1834)   |                                                           |
| Ministre de l'Intérieur                          | Adolphe Thiers (du 4 avril 1834 au 18 juillet 1834 )     |                                                           |
| Ministre de la Justice                           |                                                          | Félix Barthe (du 11 octobre 1832 au 4 avril 1834)         |
| Ministre de la Justice                           | Jean-Charles Persil (du 4 avril 1834 au 18 juillet 1834) |                                                           |
| Ministre des Affaires étrangères                 |                                                          | Victor de Broglie (du 11 octobre 1832 au 4 avril 1834)    |
| Ministre des Affaires étrangères                 | Henri de Rigny (du 4 avril 1834 au 18 juillet 1834)      |                                                           |
| Ministre des Finances                            |                                                          | Georges Humann                                            |
| Ministre de la Marine et Colonies                |                                                          | Henri de Rigny (du 11 octobre 1832 au 4 avril 1834)       |
| Ministre de la Marine et Colonies                | Albin Roussin (du 4 avril 1834 au 19 mai 1834)           |                                                           |
| Ministre de la Marine et Colonies                | Louis Jacob (du 19 mai 1834 au 18 juillet 1834)          |                                                           |
| Ministre de l'Instruction publique et des Cultes |                                                          | François Guizot                                           |
| Ministre du Commerce et des Travaux publics      |                                                          | Antoine d'Argout (du 11 octobre 1832 au 31 décembre 1832) |
| Ministre du Commerce et des Travaux publics      | Adolphe Thiers (du 31 décembre 1832 au 4 avril 1834)     |                                                           |
| Ministre du Commerce et des Travaux publics      | Tanneguy Duchâtel (du 4 avril 1834 au 18 juillet 1834 )  |                                                           |

## Fin
Le maréchal Soult, bien que très apprécié par Louis-Philippe qu'il prend soin de ne jamais contrarier, irrite ses collègues par ses manières brusques et souvent discourtoises. Ses relations avec Thiers, bonnes au départ, se sont vite détériorées : Soult l'appelle désormais « le petit foutriquet » ; quant à Guizot, il méprise ouvertement le vieux soldat de l'Empire. Thiers et Guizot décident donc de se débarrasser de Soult en provoquant une mini-crise ministérielle.
Pour contrarier Soult, Thiers et Guizot se déclarent favorables à l'établissement d'un gouvernement civil en Algérie, alors que Soult souhaite maintenir ce territoire sous l'administration du ministère de la Guerre, sous l'autorité d'un gouverneur militaire. Soult prend la mouche et offre sa démission que le roi, après quelques hésitations, est contraint d'accepter. Il le remplace le 18 juillet 1834 et nomme le maréchal Gérard. Quelques jours plus tard, des ordonnances confirment que les possessions françaises d'Afrique du Nord seront soumises à l'autorité d'un gouverneur général militaire et nomme à cette fonction le général Drouet d'Erlon, ce qui démontre que l'affaire algérienne n'aura été qu'un prétexte pour écarter Soult.
Guizot reconnaîtra, dans ses Mémoires, que l'éviction de Soult fut une erreur : « Il nous causait des embarras parlementaires et des ennuis personnels, mais il ne contrariait jamais et il servait bien quelquefois notre politique générale. » Louis-Philippe le regrettera vivement ; il confiera à Vatout que les doctrinaires ne le lui ont enlevé que « parce qu'ils savaient qu'il lui était fort dévoué ».

### Sources
- Guy Antonetti, Louis-Philippe, Paris, Fayard, 1994, p. 699-724
- Benoît Yvert (dir.), Premiers ministres et présidents du Conseil depuis 1815. Histoire et dictionnaire raisonné, Paris, Perrin, 2002 -  (ISBN 2-262-01354-3)